# La stella rossa
La stella rossa (Красная звезда) è un romanzo di fantascienza dello scrittore russo Aleksandr Bogdanov, pseudonimo del filosofo rivoluzionario bolscevico Aleksandr Malinovskij. Scritto nel 1906, subito dopo la Rivoluzione russa del 1905 alla quale l’autore partecipò attivamente come membro del Soviet di Pietroburgo, racconta di una società collettivista tra gli abitanti del pianeta Marte.
La stella rossa fu un grande successo editoriale, stampato in centinaia di migliaia di copie. Nel romanzo si prefigura una società extraterrestre ove si è finalmente realizzato il socialismo perfetto, ed è infatti una descrizione accurata e divulgativa della teoria bogdanoviana dell'organizzazione. Vengono descritte le varie fasi della vita dell'uomo nella società ideale: educazione, famiglia, alimentazione, vecchiaia, malattia, morte.
L'organizzazione armoniosa della società collettivistica è dovuta ad una pianificazione efficiente che fonda le proprie decisioni su di un apparato statistico capillare, che registra tutti i dati economici e, dopo averli elaborati, indica alle fabbriche le quantità da produrre, ai disoccupati in che fabbrica trovare lavoro, e così via, ma lasciando comunque ognuno libero di scegliere. I dati in entrata e in uscita vengono trasmessi mediante segnali elettrici
Il romanzo contiene anche vari accenni sia alla teoria della tecnologia che alle tecnologie per realizzare trasfusioni di sangue.

## Trama
Leonid è un militante del Partito Operaio Socialdemocratico Russo, che per ragioni di pratica rivoluzionaria si separa dalla compagna con cui vive, Anna Nikolaevna. Viene contattato da un giovane ingegnere, Menni, che gode della fiducia del partito: l’uomo gli confida di far parte di una società segreta che ha scoperto il volo spaziale, e lo invita a unirsi a questa. La sua prova di iniziazione sarà un viaggio segreto verso il pianeta Marte, dove esiste una società collettivista la cui comprensione può essere utile alla pratica rivoluzionaria terrestre.
Dopo qualche tentennamento Leonid accetta, e sale a bordo di una eteronef, nave interplanetaria che si sposta grazie alla scoperta della negamateria in grado di vincere la gravità in virtù di un principio di repulsione. Solo nel corso del viaggio, che dura circa due mesi, Leonid scopre che Menni e gli altri affiliati che viaggiano con loro sono in realtà abitanti del pianeta Marte travestiti da terrestri, che hanno attraversato lo spazio interplanetario per venire a reclutare soggetti con le caratteristiche adatte, allo scopo di insegnare lo studio della loro civiltà. In preparazione dell’esperienza marziana, Leonid comincia a studiare la lingua. Durante un incidente di viaggio, il chimico Letta sacrifica la propria vita perché Leonid possa vivere. Arrivati su Marte, il russo viene introdotto a una società molto avanzata, costruita da qualche secolo su basi socialiste: i bambini vengono cresciuti tutti insieme, le merci sono prodotte in immense fabbriche, gli operai hanno diritto di spostarsi da un settore produttivo all’altro a piacimento, le differenze tra maschi e femmine sono quasi irrilevanti, al punto che Leonid si accorge dopo mesi che due dei compagni durante il viaggio dalla Terra, Enno e Netti, sono donne. Ciò non gli impedisce di innamorarsi di quest’ultima, di professione medico, che lo cura per lo spossamento da superlavoro.
Poco dopo però Netti, che è l’ex moglie sia del defunto Letta che dell’astronomo Sterni, deve partire per una nuova, gigantesca spedizione verso Venere alla ricerca di materiale radioattivo che è in esaurimento su Marte. Il protagonista sembra consolarsi con la giovane astronoma Enno, che a sua volta è l’ex moglie di Menni, ma un dubbio sul comportamento di Netti si è ormai insinuato in lui. Decide di indagare su cos’è successo durante la riunione nella quale si è decisa la spedizione di massa verso Venere, e malgrado i marziani gli mettano i bastoni tra le ruote, riesce a mettere le mani su un verbale. Scopre così che la destinazione Venere è un ripiego, una colonizzazione temporanea intrapresa per evitare l’esaurimento totale delle risorse energetiche. Durante la riunione, si è presa in esame anche l’ipotesi di colonizzazione della Terra: mentre alcuni, come Netti, propendono per un trasferimento concordato e consensuale di marziani verso il pianeta, in accordo con l’avanguardia socialista terrestre che potrebbe in questo modo avvantaggiarsi nella lotta politica, Sterni sostiene che il carattere terrestre non permette alcun compromesso. L’astronomo prevede una lunga e sanguinosa guerra di logoramento, con la possibilità che gli ostinati terrestri possano apprendere a costruire armi altrettanto potenti di quelle marziane. L’unica soluzione è lo sterminio preventivo e totale dell’umanità come preludio alla colonizzazione.
La proposta di Sterni viene respinta, e l’astronomo è pronto a accettare il verdetto, ma Leonid è talmente furente da affrontare lo scienziato nel suo studio e ucciderlo. Viene rispedito sulla Terra, dove è internato in un ospedale psichiatrico mentre fuori infuria la guerra civile che ha fatto seguito alla rivoluzione. Prima di lasciare il nosocomio, scopre che Netti è di nuovo clandestinamente in Russia, e che si informa discretamente sulla sua salute.

## Edizioni
- Aleksandr Bogdanov, La stella rossa, Palermo, Sellerio, 1989, ISBN 978-8838905377.
- Aleksandr Bogdanov, Stella Rossa, trad. it. Kollektiv Ulyanov, Agenzia Alcatraz, Milano, 2018.